# Piero Lombardi
Piero Lombardi (fl. XX secolo) è stato un calciatore italiano, di ruolo centrocampista.

## Carriera
Ha giocato per la Cremonese nei suoi primi cinque campionati. Era uno degli undici pionieri che in maglia biancolilla il 7 dicembre 1913 a Varese giocarono la prima partita ufficiale della Cremonese. A cavallo del primo conflitto mondiale disputò 33 partite di campionato e realizzò 9 reti. La sua ultima apparizione in maglia grigiorossa avvenne a Como il 27 novembre 1921 nella partita Esperia Como-Cremonese (1-0).

## Palmarès

### Club

#### Competizioni regionali
- Promozione: 1

Cremonese: 1913-1914